# Roger Espinoza
Roger Espinoza Ramírez (ur. 25 października 1986 w Puerto Cortés) – honduraski piłkarz występujący na pozycji lewego pomocnika. Od 2015 gra w Sporting Kansas City.

## Kariera klubowa
Roger Espinoza zawodową karierę rozpoczął w 2008, kiedy to został wybrany jako 11. w drafcie MLS do drużyny Kansas City Wizards. W Major League Soccer po raz pierwszy wystąpił 10 kwietnia w przegranym 1:3 meczu z New England Revolution. W debiutanckim sezonie rozegrał dla swojego zespołu 22 spotkania, w tym 12 w podstawowym składzie. Strzelił w nich 1 bramkę, 18 lipca w zremisowanym 3:3 pojedynku z Columbus Crew. W 2015 przeszedł do Sporting Kansas City.

## Kariera reprezentacyjna
W reprezentacji Hondurasu Espinoza zadebiutował w 2009. W tym samym roku został powołany do kadry na Złoty Puchar CONCACAF i podczas pierwszego meczu swojej drużyny w turnieju przeciwko Grenadzie (4:0) strzelił jednego gola. Drużyna Hondurasu została wyeliminowana w półfinale przez Stany Zjednoczone. Espinoza wystąpił we wszystkich 5 meczach turnieju, w tym 4 w podstawowym składzie. W maju 2010 Reinaldo Rueda powołał go do kadry na Mistrzostwa Świata w RPA.